# Немецкая автономия в Казахстане
Неме́цкая автоно́мия в Казахста́не — неудавшийся проект по созданию Немецкой автономной области на территории Казахской ССР в 1979 году. Столицей автономии предлагалось сделать город Ерментау, площадь автономии составила бы 46 тыс. км², а численность населения 202 тыс. чел. В состав автономии предлагалось включить ряд районов Целиноградской (Ерментауcкий район), Карагандинской (Молодежный район) и Кокчетавской (Валихановский район) областей. Руководителем автономии должен был стать первый секретарь Краснознаменского райкома партии Целиноградской области немец по национальности Андрей Браун/А. Коркин.

## Предпосылки создания автономии
Первые немцы в Туркестане и Центральной Азии появились в XVIII веке. Они были на службе Российской империи. Массовая крестьянская иммиграция немцев в Туркестан Российской империи приходится на 90-е гг. XIX века. Уже в 1897 году на территории современного Казахстане проживало 2600 немцев. В 1939 году на территории современного Казахстана проживало 92 тыс. этнических немцев. Появились и немецкие поселения (Келлеровка, Петерфельд, Мариенбург, Пруггерово).
На фоне Второй мировой войны начались массовые депортации народов СССР, которые затронули и немцев. Так 28 августа 1941 года была ликвидирована АССР Немцев Поволжья и началось насильственное переселение её немецкого населения и немецкого населения других регионов СССР в Казахстан и Сибирь. Принятые в 40-е — 60-е годы XX века нормативно-правовые акты не предусматривали возможности возвращения немецкого населения в места прежнего проживания.
Так, Указ Президиума Верховного Совета СССР от 26 ноября 1948 года «Об уголовной ответственности за побеги из мест обязательного и постоянного поселения лиц, выселенных в отдаленные районы Советского Союза за период Отечественной войны» отмечал, что
переселение проведено навечно, без права возврата их <чеченцев, карачаевцев, ингушей, балкарцев, калмыков, немцев, крымских татар и др.> к прежним местам жительства.
Указ Президиума Верховного Совета СССР от 13 декабря 1955 года «О снятии ограничений в правовом положении немцев и членов их семей, находящихся на спецпереселении», хотя и снимал ограничения по спецпереселению, но отмечал, что переселенные немцы «не имеют права возвращаться в места, откуда они были выселены». В 1957 году разрешается возвращение на места прежнего жительства многим насильственно переселенным народам и восстанавливаются их ликвидированные ранее автономии, однако в отношении немецкого населения этого не происходит.
Указ Президиума Верховного Совета СССР от 29 декабря 1964 года «О внесении изменений в Указ Президиума Верховного Совета СССР от 28 августа 1941 года „О переселении немцев, проживающих в районах Поволжья“» лишь отменяет его в части, содержащей огульные обвинения немецкого населения, но не содержит положений по восстановлению АССРНП или другой какой-либо формы автономии, подчеркивая, что «немецкое население укоренилось по новому месту жительства на территории ряда республик, краёв и областей страны, а районы его прежнего места жительства заселены».
Подобные решения были связаны с политической позицией о невозможности восстановления автономии немцев как «исторически не принадлежащих к коренным народам» и нежеланием властей терять огромную армию дисциплинированного населения с развитой культурой аграрного труда в районах освоения целины. Частичная реабилитация вызвала глухое недовольство неравноправным положением, которое стало приобретать активную форму — уже в 1965 году в Москву посылается делегация с требованием восстановить АССРНП, однако к ожидаемым результатам это не приводит.
Лишь в 1972 году с немецкого населения Указом Президиума Верховного Совета СССР от 3 ноября 1972 года «О снятии ограничения в выборе места жительства, предусмотренного в прошлом для отдельных категорий граждан» снимаются ограничения в выборе жительства. Таким образом в 70-е годы XX века на территории Казахской ССР находилась огромная общность немецкого народа, в большинстве своем состоящая из жителей упразднённой АССРНП, депортированных из оккупированных во время Второй мировой войны районов, и репатриированных после окончания войны советских граждан, принимавших германское подданство (лишь около 15 % немецкого населения Казахской ССР были потомками переселенцев, приехавших в Казахстан в годы столыпинских реформ).

## Проект создания автономии
На новый уровень осмысление проблем немецкого населения СССР вышло в 1978 году. К этому времени на территории Казахстана проживало 940 тыс. немцев, что составляло 6,6 % населения республики. Половина от этого числа считала немецкий язык своим родным.
В августе комиссия в составе Ю. Андропова, И. Капитонова, М. Зимянина, З. Нуриева, Н. Щелокова, Р. Руденко, М. Георгадзе, В. Чебрикова внесла в ЦК КПСС предложение об образовании немецкой автономии, однако не в Поволжье, где изначально проживали переселённые немцы, а в Казахстане. Члены комиссии констатировали: «создавать немецкую автономию в Поволжье считаем нецелесообразным, так как немецкое население здесь фактически не проживает и исторических корней в этом районе не имеет…» и предложили образовать немецкую автономию в форме автономной области на территории Казахской ССР, где в то время проживало более половины советских немцев.
Столицей автономии предлагалось сделать небольшой районный центр Ерментау (Ерейментау). Основной целью создания автономии являлась гражданская реабилитация депортированного немецкого населения Казахстана, его легитимизация в местах компактного проживания. Немаловажным было стремление советских властей закрепить немцев в местах их проживания и не допустить их эмиграции, в особенности это касалось ценных и часто высококвалифицированных специалистов в сельхозсекторе и промышленности Казахстана.
Когда план немецкой автономии приближался к стадии воплощения, в Целинограде 16 июня 1979 года при негласной поддержке региональной администрации Д. А. Кунаева прошли демонстрации, получившие название Целиноградские события 1979 года, после демонстраций вопрос о создании автономии был снят с повестки.